# شاری لاپنا
شاری لاپنا (به انگلیسی: Shari Lapena) (زاده ۱۹۶۰) رمان‌نویس کانادایی است که بیشتر برای رمان مهیج سال ۲۰۱۶ خود با عنوان زوج همسایه که رمانی پرفروش در کانادا و سایر کشورها بوده، شهرت یافته‌است. لاپنا قبل از شروع پیشهٔ نویسندگی، وکیل و معلم انگلیسی بوده‌است. او نخستین رمان خود را با عنوان «چیزهایی که پرواز می‌کنند»، در سال ۲۰۰۸ منتشر کرد. این رمان در فهرست آثار راه‌یافته به مرحلهٔ نهایی جایزهٔ سانبرست در سال ۲۰۰۹ قرار داشت. رمان دوم او نیز با عنوان «اقتصاد شادمانی» در زمرهٔ آثار راه‌یافته به مرحلهٔ نهایی جایزهٔ استیون لیکاک در سال ۲۰۱۲ قرار داشت.

## آثار
- چیزهایی که پرواز می‌کنند (۲۰۰۸)
- اقتصاد شادمانی (۲۰۱۱)
- زوج همسایه (۲۰۱۶)
- غریبه‌ای در خانه (۲۰۱۷)
- مهمان ناخوانده (۲۰۱۸)
- کسی که می‌شناسیم (۲۰۱۹)
- پایان او (۲۰۲۰)
- خانواده‌ای‌ نه‌ چندان‌ خوشبخت(۲۰۲۱)

## آثار ترجمه‌شده به فارسی
- زن همسایه، ترجمۀ عباس زارعی. تهران: نشر آموت، ۱۳۹۶
- زوج همسایه، ترجمۀ نیلوفر انسان. تهران: نشر خوب، ۱۳۹۸
- غریبه ای در خانه، ترجمۀ عباس زارعی. تهران: نشر آموت، ۱۳۹۷
- غریبه ای در خانه، ترجمۀ فرانک سالاری. تهران: نشر البرز، ۱۳۹۷
- مهمان ناخوانده، ترجمۀ عباس زارعی. تهران: نشر آموت، ۱۳۹۸
- مهمان ناخوانده، ترجمۀ فرانک سالاری. تهران: نشر البرز، ۱۳۹۸
- مهمان ناخوانده، ترجمۀ هوشمند دهقان. تهران: نشر ثالث، ۱۳۹۸
- کسی که می‌شناسیم، ترجمۀ فرانک سالاری. تهران: نشر البرز، ۱۳۹۸
- کسی که می‌شناسیم، ترجمۀ عباس زارعی. تهران: نشر آموت، ۱۳۹۹